# Francis P. Fleming

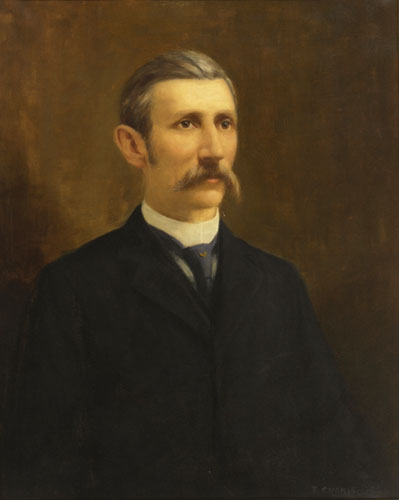
Francis P. Fleming

Francis Philip Fleming (* 28. September 1841 in Panama Park, Jacksonville, Florida-Territorium; † 20. Dezember 1908 ebenda) war ein US-amerikanischer Politiker und von 1889 bis 1893 der 15. Gouverneur des Bundesstaates Florida.

## Frühe Jahre und politischer Aufstieg
Francis Fleming wurde in Panama Park geboren, das inzwischen zu Jacksonville gehört. Als Sohn reicher Plantagenbesitzer genoss er eine private Erziehung auf der heimischen Plantage "Hibernia" am St. Johns River. Fleming nahm auf konföderierter Seite am Bürgerkrieg teil und war an mehreren Schlachten beteiligt. Nach dem Krieg studierte er Jura und wurde Partner einer renommierten Kanzlei in Jacksonville. Fleming war Mitglied des Vorstands der Demokratischen Partei in Florida. Er war bekannt als Anhänger der Segregation, also der Rassentrennung, und lehnte Bürgerrechte für Schwarze strikt ab. Seine Partei nominierte ihn als Kandidaten für die Gouverneurswahl des Jahres 1888.

## Gouverneur von Florida
Nach seiner erfolgreichen Wahl trat Fleming am 8. Januar 1889 seine vierjährige Amtszeit an. In dieser Zeit wurde ein Gesundheitsministerium eingerichtet. Das war eine direkte Reaktion auf eine Gelbfieberepidemie in jenen Jahren. Fleming schaffte den Eisenbahnausschuss ab, der dann unter Gouverneur William Bloxham in dessen zweiter Amtszeit wieder eingeführt wurde. Unter Gouverneur Fleming wurde ein neues Steuergesetz verabschiedet und das Bildungswesen reformiert. Außerdem wurde eine Kommission eingesetzt, mit der Aufgabe, Land für eine Indianerreservation zu organisieren. Gleichzeitig sorgte Fleming für Gesetze, die die Rechte der Afroamerikaner einschränkten. So wurde beispielsweise das Wahlrecht an bestimmte Auflagen wie Eigentum oder Steuerzahlungen gebunden. Das schloss Schwarze und ärmere Weiße von den Wahlen aus. Der bis dahin einzige schwarze Richter in Florida wurde von Fleming entlassen, weil er eine Mischehe zwischen den Rassen genehmigt hatte.

## Weiterer Lebensweg
Die damalige Verfassung verbot eine direkte Wiederwahl eines Gouverneurs. Daher musste Fleming nach Ablauf seiner Amtszeit am 3. Januar 1893 aus dem Amt scheiden. Er zog sich dann aus der Politik zurück, blieb aber weiterhin als Anwalt tätig. Im Jahr 1907 wurde er Präsident der Florida Historical Society. Francis Fleming starb im Dezember 1908. Er war mit Floride Lydia Pearson verheiratet, mit der er drei Kinder hatte.